# Viespea verde (film din 2011)
Viespea verde (titlul original: în engleză The Green Hornet) este un film de comedie lansat pe 14 ianuarie 2011, regizat de Michel Gondry.